# ROCK ME
『ROCK ME』は、HOUND DOGが1994年にリリースした15枚目のオリジナル・アルバム。

## 解説
大友康平は、1984年のメンバー交代以来、バンドの6分の1の存在でいいと思っていたが、メンバーが自分に押しも押されぬリーダーシップを求めていることを感じとったことから、バンドの歴史で初めてメンバー個人がアルバムの音楽プロデューサーを担った。共同プロデューサーとして吉田建が協力した。

## 収録曲
全編曲：吉田建
1. ROCK ME　[4:38]
  - 作詞：大友康平／作曲：蓑輪単志
2. URBAN COWBOY　[4:06]
  - 作詞：大友康平／作曲：八島順一、橋本章司
3. POWER OF LOVE　[5:12]
  - 作詞：大友康平、松井五郎／作曲：蓑輪単志
4. いまさらREMEMBER　[5:41]
  - 作詞：大友康平／作曲：八島順一
5. 素顔のままでLOVIN' YOU　[6:23]
  - 作詞：大友康平、松井五郎／作曲：八島順一
6. きまぐれシンデレラ　[4:19]
  - 作詞：大友康平／作曲：八島順一
7. トラブル　[4:35]
  - 作詞：大友康平／作曲：八島順一
8. こわれたHEARTのままで　[4:09]
  - 作詞：大友康平／作曲：蓑輪単志
9. ALONE･･･　[4:43]
  - 作詞：大友康平／作曲：吉田建
10. BORN TO LOVE YOU～おまえのすべてを～　[4:55]
  - 作詞：大友康平、松井五郎／作曲：八島順一
11. MUD DOG BLUES　[4:12]
  - 作詞：大友康平／作曲：蓑輪単志
12. 月明かり　[3:52]
  - 作詞：大友康平／作曲：蓑輪単志

## ミュージシャン

### HOUND DOG
- 大友康平：リードボーカル
- 八島順一：ギター
- 西山毅：ギター
- 蓑輪単志：キーボード
- 鮫島秀樹：ベース
- 橋本章司：ドラム

### アディショナル・ミュージシャン
- 吉田建：ベース
- 青山純：ドラム
- 富樫春生：キーボード
- 土方隆行：ギター
- 小倉博和：ギター
- 山本拓夫サックス
- 小池修：サックス
- 吉永寿：サックス
- 村田陽一：トロンボーン
- 荒木敏男：トランペット
- 菅坡雅彦：トランペット
- 加藤ジョー・グループ：ストリングス
- 坪倉唯子：コーラス
- 和田恵子：コーラス
- 高尾直樹：コーラス